# Parador de Cruz de Tejeda
El Parador de Cruz de Tejeda es un establecimiento hotelero de 4 estrellas, perteneciente a la empresa pública española Paradores de Turismo, situado junto a la Cruz de Tejeda, en el límite de los municipios de Tejeda y de la Vega de San Mateo en la zona de cumbre de la isla española de Gran Canaria.

## Historia
El parador surge como un proyecto del Cabildo de Gran Canaria en 1932, encomendado al arquitecto Miguel de la Torre y de su hermano el pintor Néstor, que se encargó de la decoración. Los problemas de financiación alargaron la obra que no fue inaugurada hasta 1945, siguiendo el modelo de una gran casa típica canaria. En 2009 sufrió una profunda reforma para su modernización que incluyó una ampliación del restaurante, un spa y salones de celebraciones.
En 2017 se vio afectado en parte por un incendio forestal que obligó a su cierre durante un año.